# Duck Down Records
La Duck Down Records è un'etichetta discografica statunitense che produce prevalentemente dischi di genere hip hop.
È conosciuta soprattutto per essere l'etichetta discografica che produce il collettivo Boot Camp Clik. Fondata nel 1995 il primo album prodotto è Nocturnal del duo Heltah Skeltah. Dal 1995 al 2000 sotto l'ala protettiva della Priority Records produce in tutto nove album. Dal 2000 al 2002 la Duck Down Records si ritrova sola senza un contratto di distribuzione. In questo periodo escono però diversi singoli solo su vinile. Nel 2002 trova un accordo con la Koch Entertainment per la distribuzione dei loro album. Oggi la Duck Down Records ha nel proprio roster oltre la Boot Camp Clik artisti come B-Real, KRS-One, Dj Revolution.

## Artisti
- B-Real
- Buckshot
- Boot Camp Clik
- Da Beatminerz
- Dj Logic
- Dj Evil Dee
- Dj Revolution
- Heltah Skeltah
- Sean Price
- Smif-N-Wessun
- Ruste Juxx
- Special Teamz
- Kidz In The Hall
- KRS-One
- Representativz
- 9th Wonder
- O.G.C.
- Marco Polo
- Torae
- Skyzoo
- Team Facelift
- Random Axe
- Blue Scholars
- Pharoahe Monch

## Artisti Affiliati
- Guilty Simpson
- Khrysis
- Dope D.O.D.

## Discografia

### Album
- 1996 - Heltah Skeltah Nocturnal
- 1996 - O.G.C. Da Storm
- 1997 - Boot Camp Clik For The People
- 1998 - Cocoa Brovaz The Rude Awakening
- 1998 - Cocoa Brovaz Bucktown (Remix)
- 1998 - Heltah Skeltah Magnum Force
- 1999 - Black Moon War Zone
- 1999 - O.G.C. The M-Pire Shrikez Back
- 1999 - Buckshot The BDI Thug
- 1999 - Representativz Angeles of Death
- 2000 - Boot Camp Clik Basic Training: Boot Camp Clik's Greatest Hits
- 2002 - Boot Camp Clik The Chosen Few
- 2003 - Black Moon Total Eclipse
- 2005 - Sean Price Monkey Barz
- 2005 - Buckshot & 9th Wonder Chemistry
- 2005 - Smif-N-Wessun Smif-N-Wessun: Reloaded
- 2006 - Boot Camp Clik The Last Stand
- 2006 - Black Moon Alter the Chemistry
- 2007 - Sean Price Jesus Price Supastar
- 2007 - Boot Camp Clik Casualties of War
- 2007 - Special Teamz Stereotypez
- 2007 - Smif-N-Wessun Smif-N-Wessun: The Album
- 2008 - Buckshot & 9th Wonder The Formula
- 2008 - Kidz In The Hall The In Crowd
- 2008 - Heltah Skeltah D.I.R.T.
- 2008 - Dj Revolution Kings of the Decks
- 2008 - Ruste Juxx Indestructible
- 2009 - B-Real Smoke N Mirrors
- 2009 - Steele Presents: Welcome to Bucktown
- 2009 - Marco Polo & Torae Double Barrel
- 2009 - Naledge Chicago Picasso
- 2009 - Blue Scholars OOF! EP
- 2009 - Blue Scholars Bayani Redux
- 2009 - Buckshot & KRS-One Survival Skills
- 2009 - Skyzoo The Salvation
- 2010 - Steele Amerikkka's Nightmare Part 2 (Children Of War)
- 2010 - Kidz In The Hall Land Of Make Believe
- 2010 - Marco Polo & Ruste Juxx The Exxecution
- 2010 - Supreme It's My Time - The Eloheem Project
- 2010 - Marco Polo The Stupendous Adventures Of
- 2010 - Tek 24Kt Smoke
- 2010 - Sean Price Mic Tyson Coming Soon'
- 2010 - Sean Price, Guilty Simpson Random Axe Coming Soon'
- 2010 - Smif-N-Wessun & Pete Rock ... Coming Soon'
- 2010 - Team Facelift Paid To Rage Coming Soon'

### Compilation
- 1999 - Duck Down Presents: The Album
- 2003 - Collect Dis Edition
- 2010 - 15 Years of Duck Down Music

### Mixtapes
- 2002 - Boot Camp Clik & Dj Peter Parker Search And Recover Part 1
- 2004 - Smif-N-Wessun & Dj Revolution Still Shinin
- 2004 - Sean Price Donkey Sean Jr (The Official Mix Cd)
- 2004 - Boot Camp Clik & Dj Evil Dee Search And Recover Part 2
- 2005 - Dj Bucktown Blastin' Off Vol. 1
- 2005 - Tek It Is What It Is
- 2005 - Boot Camp Clik & Tony Touch Best of BCC Freestyles
- 2005 - Dj Logic A.K.A. Dj Master Nash Rap Center
- 2006 - Smif-N-Wessun X-Files Official Mix
- 2006 - Boot Camp Clik & Dj Sherazta Search And Recover Part 3
- 2006 - Steele America Nigthmare
- 2006 - Tek Famlee First Mix Cd - Vol. 1
- 2006 - Tek I Got This
- 2006 - Dj Bucktown Blastin' Off Vol. 2
- 2007 - Steele Hotstyle Takeover
- 2007 - Sean Price Master P
- 2007 - Ruste Juxx Reign of Destruction
- 2007 - Supreme The Perfect Weapon
- 2008 - Rock Shell Shock
- 2008 - Duck Down Hotline
- 2008 - Ruste Juxx The Prelude Mixtape
- 2009 - Tek U.G.P. (Underground Prince) Mixtape
- 2009 - Download The Right Thing
- 2009 - Sean Price Kimbo Price (The Prelude To Mic Tyson)

### Singoli solo su Vinili (12")
- 1997 - Boot Camp Clik Night Riders
- 1998 - The Representativz Wanna Start
- 1998 - Cocoa Brovaz Black Trump estratto da The Rude Awakening
- 1999 - O.G.C. Bounce To The Ounce / Suspect estratto da The M-Pire Shrikez Back
- 1999 - The Representativz Spaz Out estratto da Angels Of Death
- 1999 - Black Moon War Zone estratto da War Zone
- 1999 - Black Moon Annihilation estratto da War Zone
- 1999 - Cocoa Brovaz Holocaust
- 1999 - Buckshot Follow With Pride estratto da The BDI Thug
- 1999 - Buckshot Rock With Me / Take It To The Streets estratto da The BDI Thug
- 1999 - Black Moon Two Turntables & A Mic estratto da War Zone
- 2000 - Cocoa Brovaz Super Brooklyn
- 2000 - Masta Ace Brooklyn Blocks / Last Bref
- 2000 - Cocoa Brovaz More Fire
- 2001 - Buckshot You Could Get Shot
- 2001 - Cocoa Brovaz Won On Won
- 2001 - Sean Price Don't Say Shit To Ruck
- 2001 - MS Strike It Rich
- 2001 - Starang Wondah That's What's Up / The Game
- 2002 - Phife Dawg & Top Dog Cabbin Stabbin
- 2002 - Ruste Juxx Fall Back / Live The Life
- 2002 - Sean Price Tel E Mundo
- 2002 - Cocoa Brovaz Spit Again
- 2002 - Boot Camp Clik And So... / Whoop His Ass estratto da The Chosen Few
- 2002 - Boot Camp Clik Think Back / That's Tough (Little Bit) estratto da The Chosen Few
- 2003 - Boot Camp Clik Ice Skate estratto da The Chosen Few
- 2003 - Black Moon Stay Real / Looking Down The Barrel estratto da Total Eclipse
- 2003 - Black Moon Rush
- 2005 - Smif-N-Wessun Crystal Stair / Swollen Tank estratto da Tek & Steele: Reloaded
- 2005 - Sean Price Onion Head estratto da Monkey Barz
- 2005 - Buckshot & 9th Wonder No Comparison / Side Talk estratto da Chemistry
- 2005 - Smif-N-Wessun Timbz Do Work estratto da Tek & Steele: Reloaded
- 2005 - Black Moon That's How It Iz / Why We Act This Way estratto da Total Eclipse
- 2005 - Sean Price Boom Bye Yeah / 60 Bar Dash estratto da Monkey Barz
- 2006 - Sean Price & Buckshot Jamaican / Birdz Fly The Coup estratti da Monkey Barz / Chemistry
- 2006 - Boot Camp Clik Yeah / Trading Places / Let's Go estratto da The Last Stand
- 2007 - Sean Price P-Body / Like You / Mess You Made estratto da Jesus Price Supastar
- 2009 - Torae & Marco Polo Double Barrel / Hold Up / Combat estratto da Double Barrel